# Gammelsälgslav
Gammelsälgslav (Rinodina degeliana) är en lavart som beskrevs av Brian John Coppins. Gammelsälgslav ingår i släktet Rinodina, och familjen Physciaceae. Enligt den finländska rödlistan är arten nära hotad i Finland. Arten är reproducerande i Sverige. Artens livsmiljö är moskogar.